# Thomas Remengesau
Thomas Ongelibel Remengesau, Senior (ur. 28 listopada 1931 w Kororze, zm. 3 sierpnia 2019 tamże) – palauski polityk. Tymczasowy prezydent Palau od 30 czerwca 1985 do 2 lipca 1985 oraz od 20 sierpnia 1988 do 1 stycznia 1989, po tym, jak dwaj poprzedni prezydenci zostali zamordowani.